# 尼古拉·加里宁
尼古拉·瓦西里耶维奇·加里宁（俄语：Николай Васильевич Калинин，1937年5月10日—2008年3月7日），苏联陆军上将，1987年8月至1989年1月指挥苏联空降兵部队，后就任莫斯科军区司令。1991年8月八一九政变期间，他支持政变企图，政变失败后被解除职务。1993年退休后，2008年3月7日去世。